# Xã Pleasant, Quận Clark, Nam Dakota
Xã Pleasant (tiếng Anh: Pleasant Township) là một xã thuộc quận Clark, tiểu bang Nam Dakota, Hoa Kỳ. Năm 2010, dân số của xã này là 166 người.